# 维拉萨尔托
维拉萨尔托（義大利語：Villasalto），是意大利撒丁大区南撒丁省的一个市镇。总面积130.72平方公里，人口1160人，人口密度8.9人/平方公里（2009年）。ISTAT代码为092098。